# Handroanthus chrysanthus
Handroanthus chrysanthus är en katalpaväxtart som först beskrevs av Nikolaus Joseph von Jacquin, och fick sitt nu gällande namn av S.O. Grose. Handroanthus chrysanthus ingår i släktet Handroanthus och familjen katalpaväxter. Inga underarter finns listade i Catalogue of Life.

## Bildgalleri

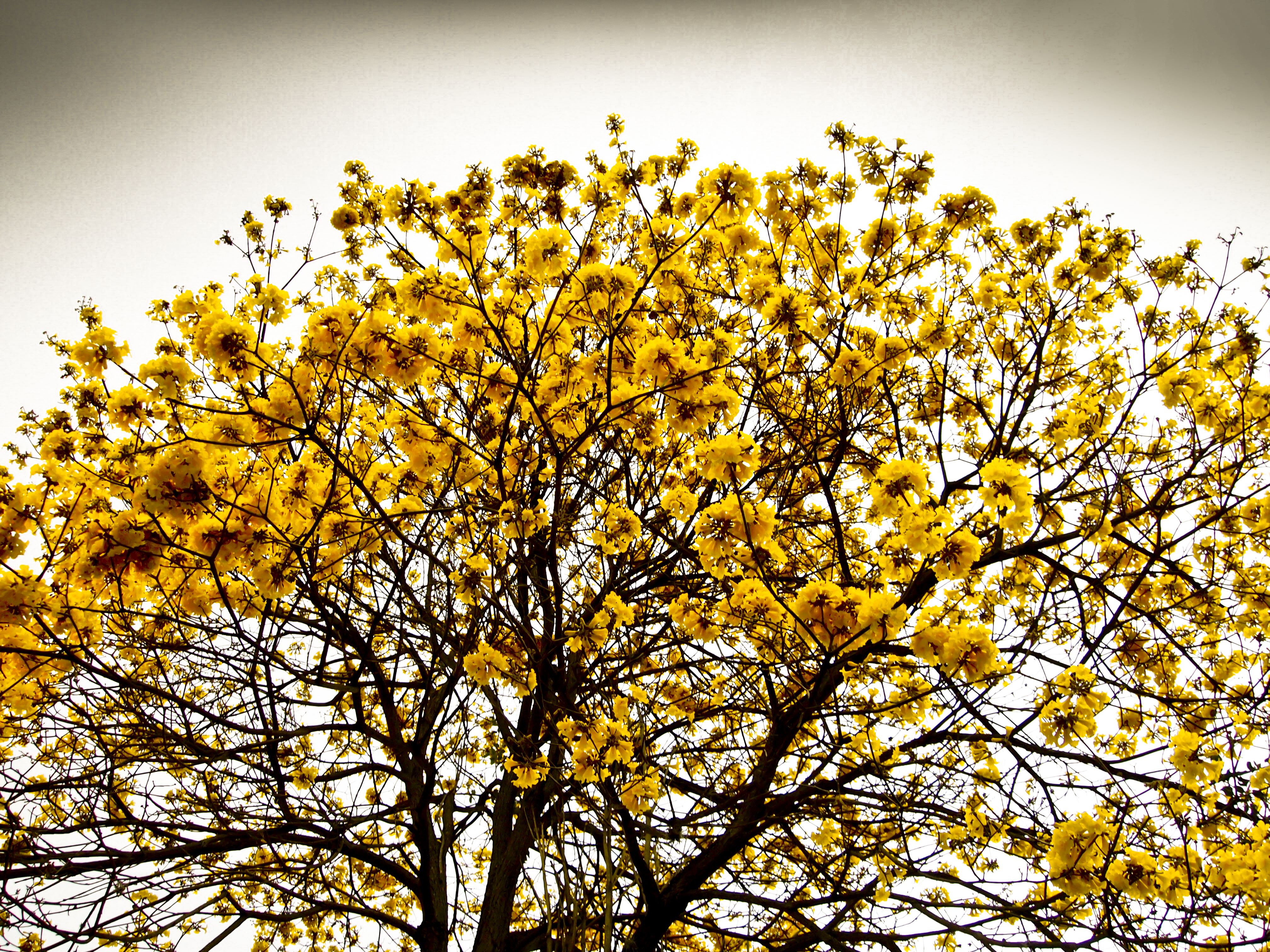
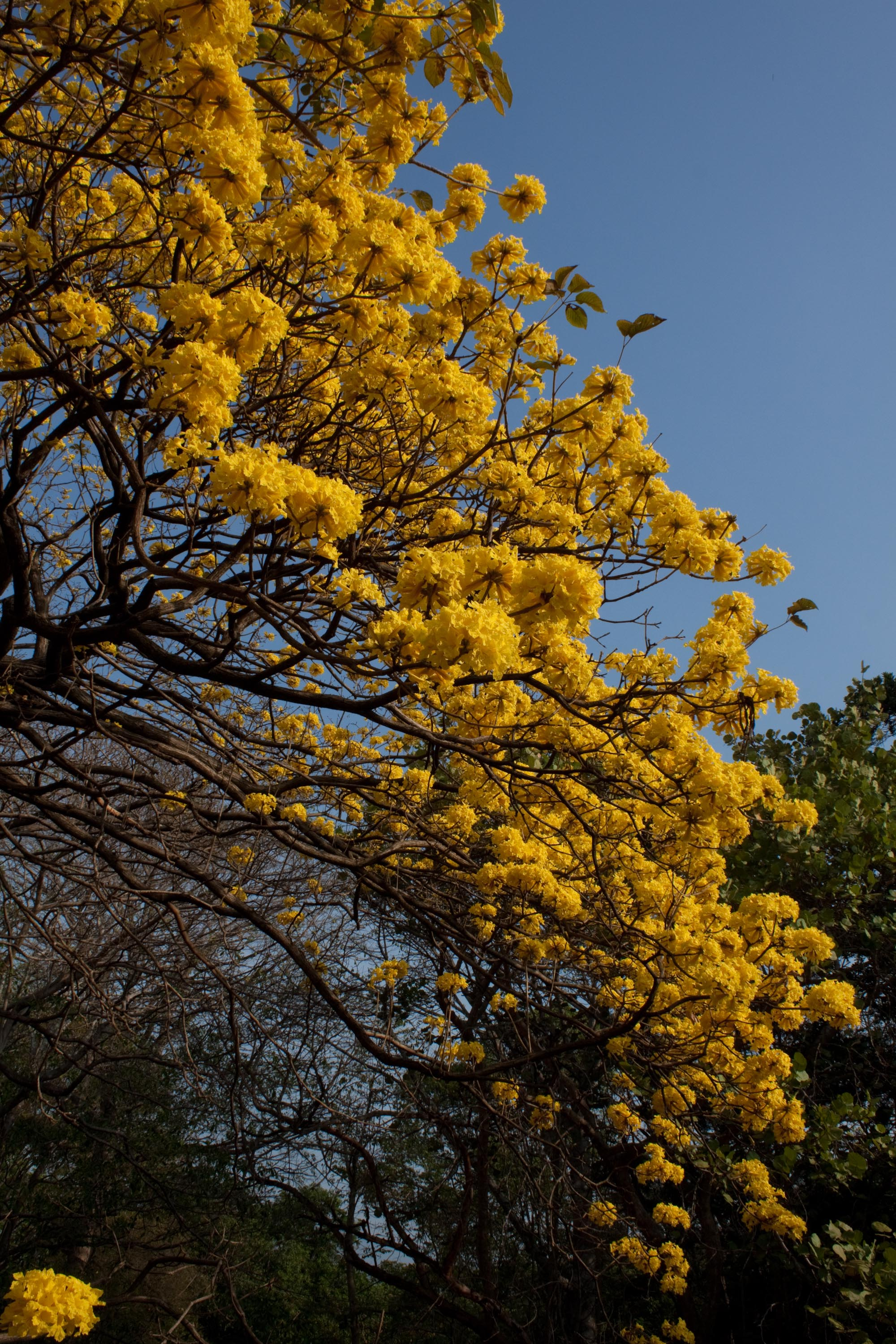
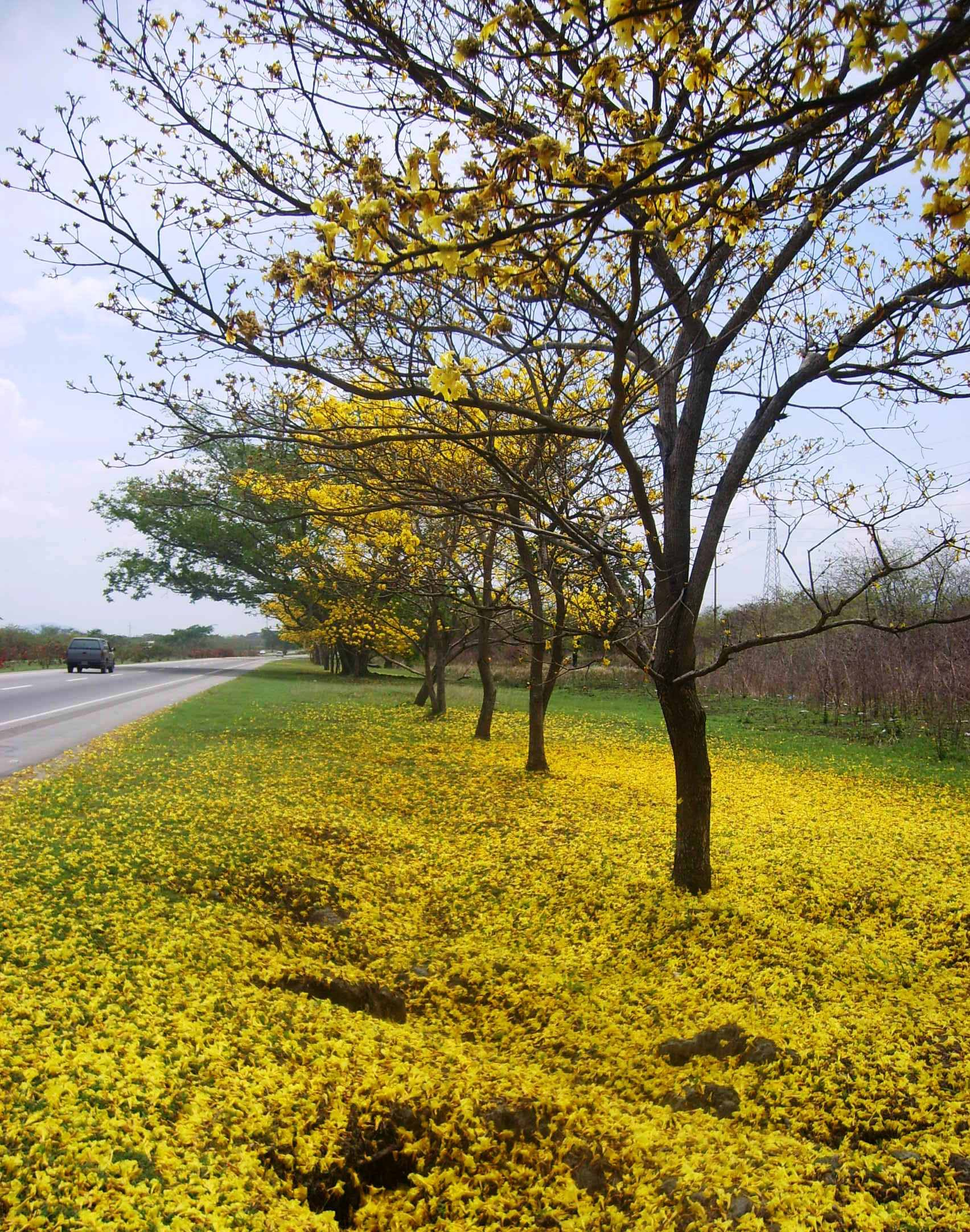
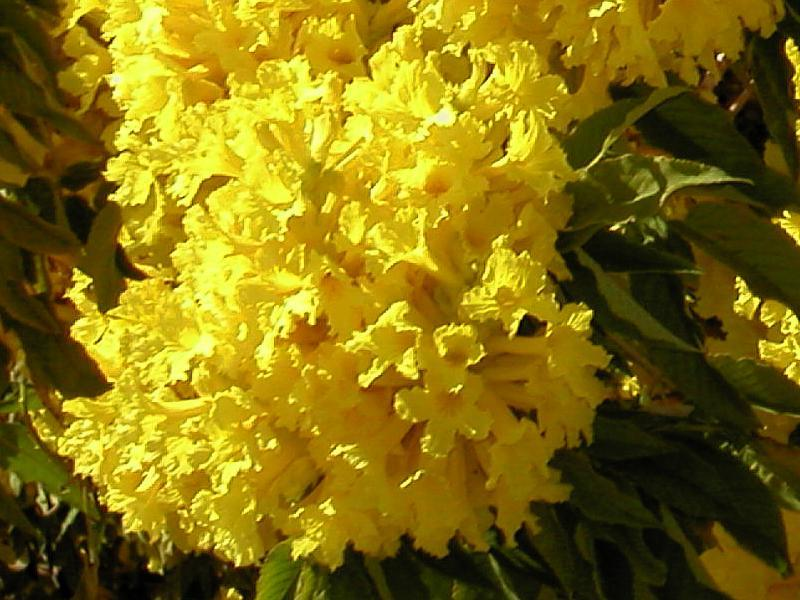
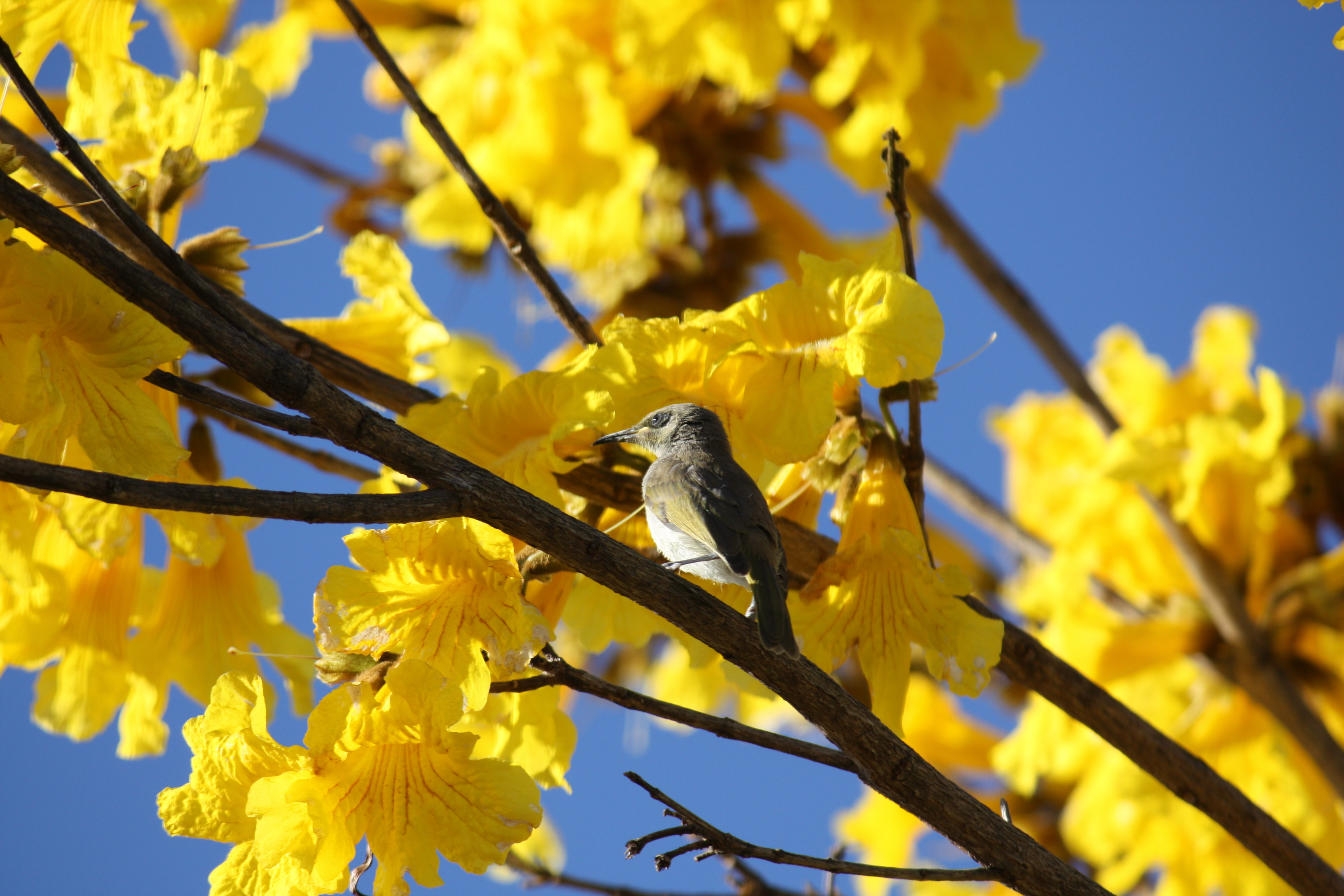
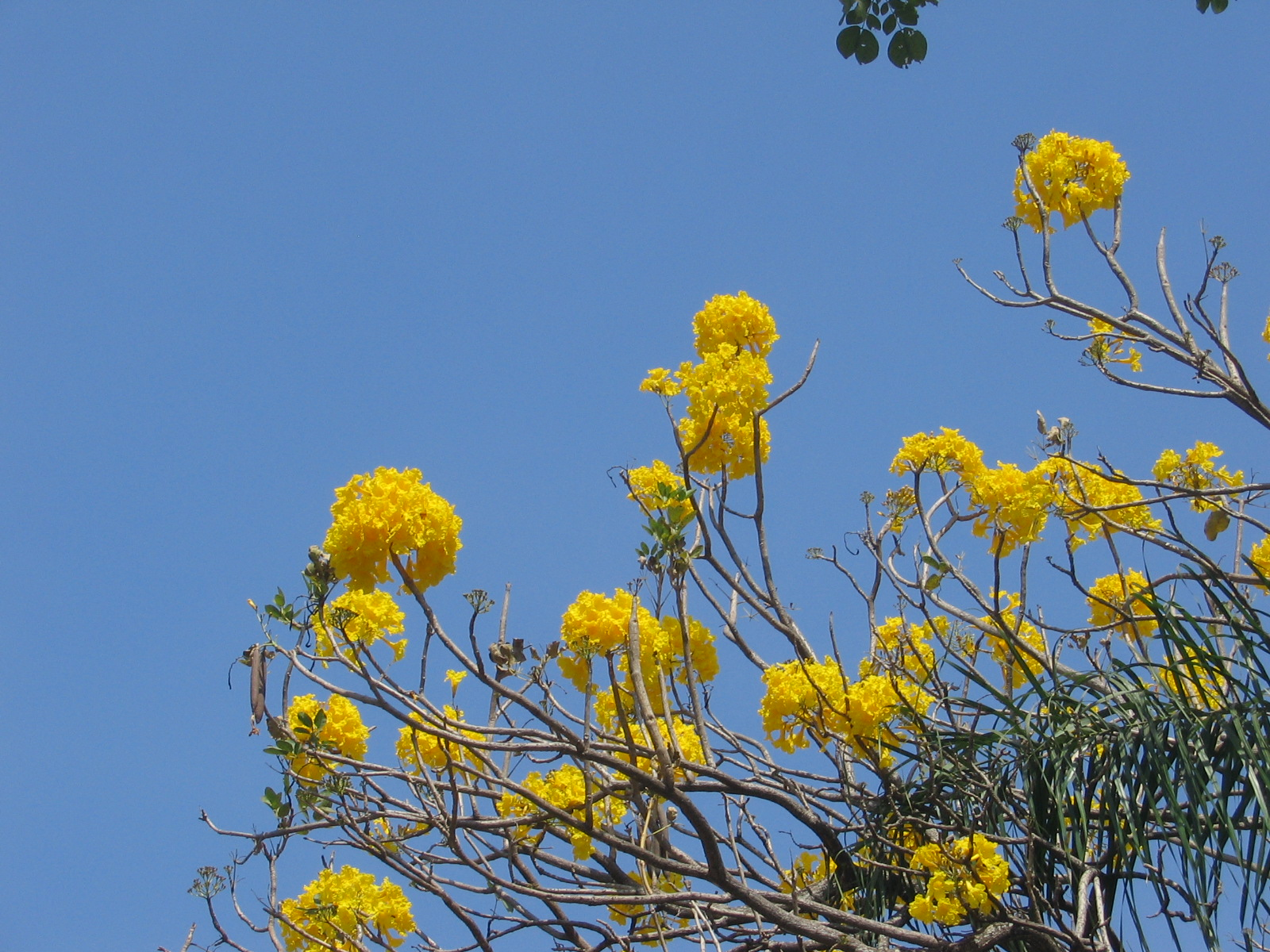